# フィルムセンター火災
フィルムセンター火災（フィルムセンターかさい）は、1984年（昭和59年）に東京都中央区の東京国立近代美術館（現在の国立映画アーカイブ）で発生した火災である。

## 概要

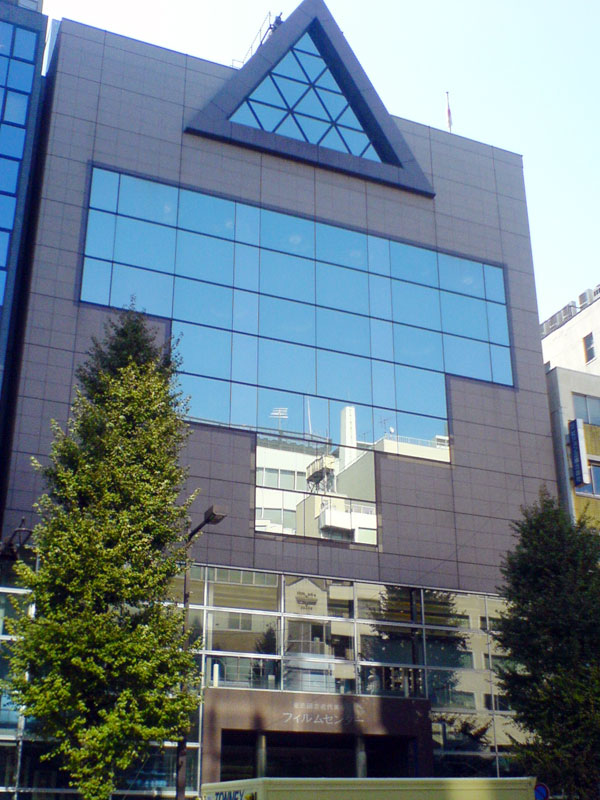
フィルムセンター（写真は建て替え後のもの）

1984年（昭和59年）9月3日14時50分ごろ、東京都中央区京橋三丁目の東京国立近代美術館フィルムセンター（現在の国立映画アーカイブ）本館5階（最上階）のフィルム保存庫から出火した。
5階には窓がなく、壁に穴をあけて放水が行われ、70 m2の保存庫を全焼して同夜20時半ごろ鎮火した。
この消火活動で消防隊員3名が負傷した。
出火当時、同館ではこの1年間に亡くなった映画関係者をしのぶ特別上映会として、15時から『いとこ同志』を上映する予定であったが、観客は全員避難し負傷者は出なかった。
5階には主に日本国外の映画のポジフィルムが保管されていたが、その多くが焼失した。
自動車の排気ガスによるフィルムの傷みを避けるため、神奈川県相模原市にフィルムセンター分館を着工した矢先のことであった。

### 出火原因
当時の映画用フィルムは可燃性のセルロイド製のものが多く、自然発火を防ぐため25°C以下で保管できるようクーラーが設置されていたが、9月1日夕方は涼しかった（1日の東京の最高気温は31.5°C）ため電源が切られ、3日の正午ごろまで停止していた。
しかし2日の最高気温は35.2°C、3日はさらに38.1°Cと記録的に気温が上がったため、警視庁中央署ではフィルムが自然発火したとしている。
同館開館以来、東京都火災予防条例で定められた少量危険物の届け出がなされておらず、温度記録計の記録紙がセットされていないなど、管理上不備な点もみられた。

## 被害状況
5階の保存庫に保管されていた、日本国外の映画作品421作品中330作品が焼失した。
『巴里祭』『ゲームの規則』『天国への道』など8作品と研究用に持ち出されていた11作品や、火災発生の直前に寄贈を受け点検作業が行われていた50作品は無傷であったが、『未完成交響楽』『女だけの都』『居酒屋』などが焼失した。
また、『会議は踊る』『制服の処女』など83作品の損傷があったが、被害は比較的軽微で、修復が試みられた。
その他『朝から夜中まで』『大いなる幻影』『外人部隊』『望鄕』など33作品はデュープネガと呼ばれる複製の中間段階のフィルムが残っており、再生が可能であった。
多くは製作した国のネガフィルムから複製されたものであるが、中にはネガが現存しない作品も存在した。一方で4階のニュース・記録映像や地下の日本映画には被害はなかった。
翌1985年3月22日に、東京国立近代美術館の講堂で上映を再開した。被災した外国映画のうち補修・点検が完了したものと、再度寄贈を受けたものの中から28作品が上映された。
火災によって中止になった上映会は、1986年2月に「特集・逝ける映画人を偲んで 1984-1985」と題して振替上映されている。
火災発生直後より、映画愛好家有志により「フィルムセンター焼失フィルムのための募金の会」が結成され、10ヶ月間で3万人から2700万円以上の寄付金が集まり、65作品のプリントの復旧に成功している。

## 参考資料
- 朝日新聞縮刷版 1984年9月
- “東京国立近代美術館フィルムセンター火災”.   東京文化財研究所. 2017年8月15日閲覧。